# Nanteuil-Auriac-de-Bourzac
Nanteuil-Auriac-de-Bourzac é uma comuna francesa na região administrativa da Nova Aquitânia, no departamento Dordonha. Estende-se por uma área de 21,15 km². Em 2010 a comuna tinha 232 habitantes (densidade: 11 hab./km²).